# Ruth Ware

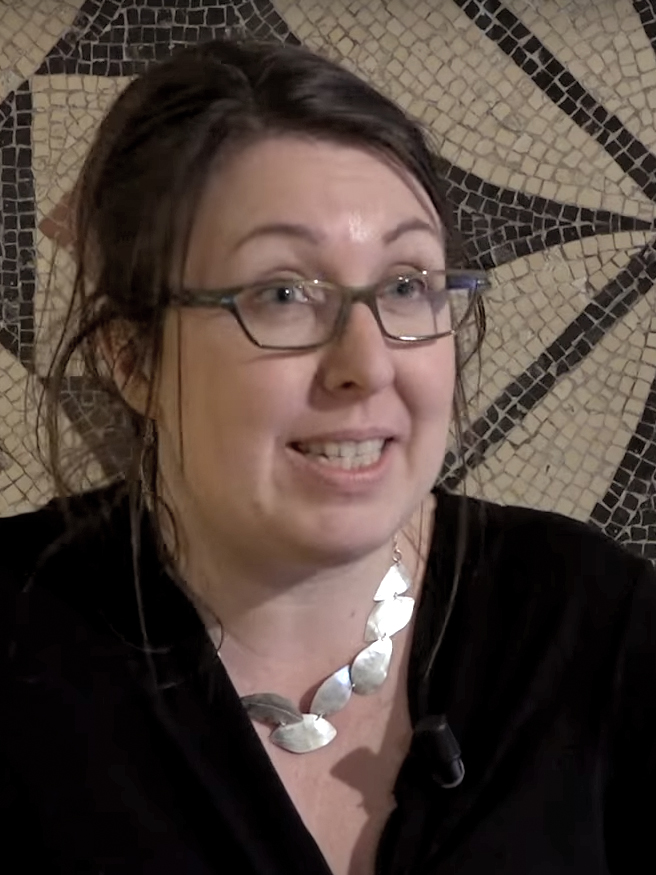
Ruth Ware (2018)

Ruth Ware (* 1977) ist eine britische Schriftstellerin, die für ihre psychologischen Kriminalromane bekannt ist. Sie wuchs in Lewes auf und studierte an der Manchester University. Nach ihrem Studium lebte sie eine Zeitlang in Paris. Vor ihrer Karriere als Schriftstellerin arbeitete sie als Kellnerin, Buchhändlerin, Lehrerin für Englisch als Fremdsprache und Pressereferentin. Ihre ersten drei Bücher wurden in mehr als 40 Sprachen übersetzt und standen auf verschiedenen Bestsellerlisten, unter anderen auch bei der Sunday Times und der New York Times. Sie lebt mit ihrer Familie in Nordlondon.

## Werke
- Im dunklen, dunklen Wald. dtv, München 2016, ISBN 978-3-423-26123-4 (engl. Original: In A Dark, Dark Wood. Harvill Secker, London, 2015), übersetzt von Stefanie Ochel
- Woman in Cabin 10. dtv, München 2017, ISBN 978-3-423-26178-4. (engl. Original: The Woman in Cabin 10. Harvill Secker, London, 2016), übersetzt von Stefanie Ochel
- Wie tief ist deine Schuld. dtv, München 2018, ISBN 978-3-423-26208-8. (engl. Original: The Lying Game. Harvill Secker, London, 2017), übersetzt von Stefanie Ochel
- Der Tod der Mrs Westaway. dtv, München 2019, ISBN 978-3-423-26240-8. (engl. Original: The Death of Mrs Westaway. Harvill Secker, London, 2018), übersetzt von Stefanie Ochel
- Hinter diesen Türen. dtv, München 2020, ISBN 978-3-423-26271-2 (engl. Original: The Turn of the Key. Harvill Secker, London, 2019), übersetzt von Stefanie Ochel
- Das Chalet: Mit dem Schnee kommt der Tod. dtv, München 2022, ISBN 978-3-423-26306-1 (engl. Original: One by one. Harvill Secker, London, 2020), übersetzt von Susanne Goga-Klingenberg
- Das College: In der Nacht kommt der Tod. dtv, München 2023, ISBN 978-3-423-26227-9 (engl. Original: The It Girl. Simon & Schuster, London 2022), übersetzt von Susanne Goga-Klingenberg
- Zero Days. dtv, München 2023, ISBN 978-3-423-26369-6 (engl. Original: Zero Days. Simon & Schuster, London 2023), übersetzt von Susanne Goga-Klingenberg
- One Perfect Couple. dtv, München 2024, ISBN 978-3-423-26413-6 (engl. Original: One perfect couple. Simon & Schuster, London 2024), übersetzt von Susanne Goga-Klingenberg